# Till en fågel
Till en fågel, skriven av Bert Månson, var Sanna Nielsens debutsingel. Den kom 1996, då hon senare under det året skulle fylla tolv år.
Singeln låg som högst på 46:e plats på den svenska singellistan. Melodin låg på Svensktoppen i 22 omgångar under perioden 18 maj-12 oktober 1996, och var bland annat etta .

## Listplaceringar
| Lista (1996) | Topplacering |
| ------------ | ------------ |
| Sverige      | 46           |